# La Cruz de la Parra

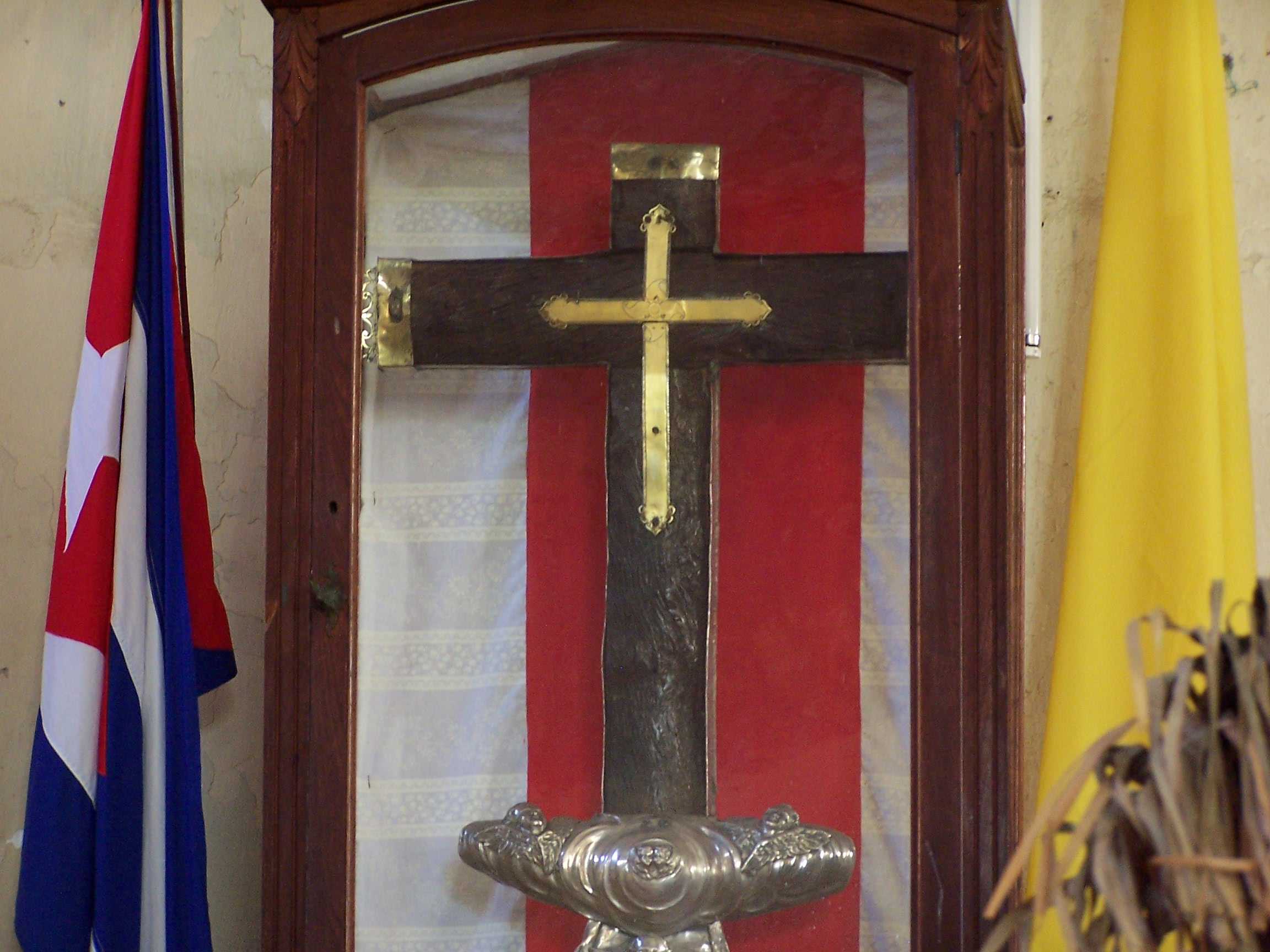
La Cruz de la Parra.

La Cruz de la Parra es la única cruz de las 29 plantadas por Cristóbal Colón en América que todavía se conserva. Está ubicada en una vitrina en el interior de la iglesia Parroquial de Baracoa, Cuba.

## Historia
El primero de diciembre de 1492 Cristóbal Colón, durante su primer viaje, clavó en la entrada de la bahía de Baracoa esta cruz. Es considerada la más antigua reliquia histórico-religiosa del encuentro entre las culturas europea y americana. En la Relación del primer viaje de Cristóbal Colón, de fray Bartolomé de Las Casas, se relata que el sábado primero de diciembre Colón "...Asentó una cruz grande a la entrada de aquel puerto que creo llamó el Puerto Santo sobre unas peñas vivas...".
Originalmente medía unos 7 pies de altura. Fue mutilada con el paso del tiempo porque diferentes personalidades de la vida colonial cubana, cada vez que visitaban la ciudad, solicitaban un pequeño pedazo de la misma. Esto fue así hasta que en el siglo XVIII fue enchapada con planchas de plata. Fue bendecida por el Papa Juan Pablo II durante su visita a Cuba en 1998. El 15 de agosto de 2011, dentro de los festejos por los 500 años de fundada la Ciudad Primada de Cuba, la Santa Cruz de la  Parra, símbolo identitario de Baracoa, fue declarada Monumento Nacional y Tesoro de la Nación Cubana.

## Pruebas científicas
Su legitimidad quedó aclarada en 1984 a través de investigaciones realizadas. El Dr. R. Dechamps del Belgian Tervuren Museum, Raquel Carreras del Instituto de Investigación Forestal, y Thomas Abella del Nuclear Physics Laboratory de la Universidad de Louvain-la-Neuve; con la colaboración de Alejandro Hartmann, historiador de Baracoa y del padre Valentín Sanz, entonces párroco de la iglesia llevaron a cabo un estudio de la Cruz de la Parra. 
Las pruebas de carbono 14 ayudaron a verificar la edad de la reliquia. La madera es de entre los años 860 y 1530, con un 95 % de precisión. La estructura celular con que fue elaborada la Cruz de Parra, se corresponde a la Coccoloba diversifolia conocida vulgarmente como Uvilla, especie que aún puede ser contemplada en la región oriental de Cuba, lo cual demostró que Colón no trajo la insignia sino que fue hecha con material baracoense.